# Castello di Redondesco
Il castello di Redondesco è una struttura militare sorta probabilmente nel XII secolo per concessione dell'imperatore Federico Barbarossa del 1163.
L'edificazione del castello proseguì tra il XIV secolo e il XV secolo ed era a difesa del borgo fortificato. Fu di proprietà sino al 1240 dei conti di Redondesco e successivamente dei Gonzaga, di vitale importanza per il controllo della via Postumia.
Dotato di pianta rettangolare e torri d'angolo, fu smantellato nel XVII secolo. Del castello sopravvivono rimaste intatte la torre quadrangolare d'ingresso e la torre con la cella campanaria.